# Phyllotis xanthopygus
Phyllotis xanthopygus és una espècie de mamífer rosegador de la família dels cricètids. Viu a altituds de fins a 5.600 msnm a l'Argentina, Bolívia, el Perú i Xile. Els seus hàbitats naturals inclouen les zones humides, els boscos de Polylepis, els altiplans, els herbassars, els matollars, les zones rocoses i els camps de conreu. És una espècie en risc mínim, és a dir, no sembla que hi hagi cap amenaça significativa per a la seva supervivència.